# Ekmantransport
Ekmantransport is een onderdeel van de Ekman-bewegingstheorie die voor het eerst in 1902 werd onderzocht door de Zweedse oceanograaf Vagn Walfrid Ekman. Het betreft de bewegingsrichting van het zeewater aan de oppervlakte, die 90° gedraaid is ten opzichte van de windrichting.
Het fenomeen werd voor het eerst opgemerkt door de Noorse ontdekkingsreiziger Fridtjof Nansen, die tijdens zijn poolexpeditie in de jaren 1890 waarnam dat ijs zich haaks op de windrichting bleek te verplaatsen. De bewegingsrichting van het water aan de oppervlakte is (als gevolg van het Coriolis-effect) afhankelijk van of het om het Zuidelijk of het Noordelijk halfrond gaat. Ten noorden van de evenaar gaat het naar rechts, ten zuiden gaat het naar links.
Dieper in het water draait de stromingsrichting steeds enigszins. Verder rechtsom op het noordelijk halfrond en verder linksom op het zuidelijk halfrond. Dit fenomeen wordt de Ekmanspiraal genoemd.